# 紫背冠鸦
紫背冠鸦（学名：Cyanocorax beecheii）是鸦科蓝鸦属的一种，为墨西哥的特有种。全球活动范围约为85,900平方千米。该物种的保护状况被评为无危。
紫背冠鸦的平均体重约为194.0克。栖息地包括亚热带或热带的红树林、亚热带或热带的旱林、亚热带或热带严重退化的前森林和亚热带或热带的（低地）干燥疏灌丛。